# Fukushima Prefectural Museum of Art
Das Fukushima Prefectural Museum of Art (englisch für japanisch 福島県立美術館 Fukushima-kenritsu bijutsukan) befindet sich in der Stadt Fukushima, Präfektur Fukushima, am Fuße des Berges Shinobu. Das Museum beherbergt rund 3800 Werke, vom französischen Impressionismus über den amerikanischen Realismus der 1920er Jahre bis hin zu modernen japanischen Gemälden, Grafiken, Skulpturen, Töpferwaren, Keramiken und Textilien.

## Geschichte
Das Museum wurde 1984 zusammen mit der benachbarten Präfekturbibliothek eröffnet. Der Gebäudekomplex erstreckt sich über eine Fläche von mehr als 60.000 Quadratmetern und zeichnet sich durch eine moderne, klare Architektur aus, die sich harmonisch in die umgebende Landschaft einfügt. Ein großer Skulpturengarten ergänzt den Museumskomplex. Die permanente Sammlung wird viermal im Jahr umgestaltet, wobei in jedem der vier Säle ein anderes Thema und eine andere Atmosphäre vorherrschen, so dass der Besucher die Werke in einer von Raum zu Raum wechselnden Atmosphäre betrachten kann. Zu sehen sind Werke aus verschiedenen Epochen und Genres, darunter Meisterwerke der Moderne, auf die das Präfekturmuseum stolz ist, Kunsthandwerk von Toshihiko Isago und Fukumi Shimura, sowie Nachkriegskunst von Toeko Tatsuno und Tadanori Yokoo.

## Sammlungen
Das Museum beherbergt moderne und zeitgenössische Kunstwerke, japanisches Kunsthandwerk, Töpferwaren, Keramik und Textilien.
Werke des französischen Impressionismus und der westlichen Moderne – Hauptwerke des Museums von Pierre-August Renoir, Camille Pissarro, Claude Monet „Wiese in Giverny“ 1890, Paul Gauguin „Kinder der Bretagne“ 1889, Georges Rouault „Miserere“ 1922–27, Marino Marini „Reiter“ 1956–57 und Ben Shahn „Glücklicher Drache“ 1960.
Werke japanischer Künstler – Hauptwerke des Museums von Shimomura Kanzan 1923, Mira Sakai 1919, Hayami Mifune 1931, Ogawa Taro Money 1921, Haruko Ikeda 1932. Sotaro Yasui 1912 Ryusei Kishida 1918 Shoji Sekine 1918 Kaita Murayama 1914 Junsuke Matsumoto 1942 Toshiyuki Hasegawa 1935 Kikuji Watanabe 1940.
Skulpturen – Hauptwerke des Museums von Auguste Rodin "Büste von Mme. Funail" 1898–1900 aus der Ishihara Collection. Gensato "Hibernation" 1928 *Mieko Yoko Kollektion Sosaku Miki "Kaya no Hime no Kami" 1927 Tadayoshi Sato 1982 Takeyoshi Inoue 1989 Kakuzo Jianbatake 1987.
Ein besonderer Schwerpunkt liegt auf Kunst aus der Region Fukushima sowie auf temporären Sonderausstellungen, die sich Themen wie der Edo-Kunst oder der Studio-Ghibli-Hintergrundmalerei widmen.